# Finale della FIFA Confederations Cup 2001
La finale della FIFA Confederations Cup 2001 si è disputata il 10 giugno 2001 all'International Stadium di Yokohama tra la Nazionale giapponese e quella francese. L'atto conclusivo della manifestazione ha visto il successo per 1-0 della Francia.

## Tabellino
| Arbitro: | Bujsaim |

|  |           |            |
|  | Marcatori | 30’ Vieira |

| Giappone | Francia |

| P                  | 1  | Yoshikatsu Kawaguchi |     |     |
| D                  | 20 | Yasuhiro Hato        |     |     |
| D                  | 4  | Ryūzō Morioka (c)    |     |     |
| D                  | 3  | Naoki Matsuda        | 36’ |     |
| D                  | 16 | Kōji Nakata          |     |     |
| C                  | 5  | Jun'ichi Inamoto     |     | 46’ |
| C                  | 14 | Teruyoshi Itō        |     |     |
| C                  | 18 | Kazuyuki Toda        |     |     |
| C                  | 21 | Shinji Ono           |     | 60’ |
| A                  | 8  | Hiroaki Morishima    | 89’ |     |
| A                  | 9  | Akinori Nishizawa    |     | 74’ |
| Sostituzioni:      |    |                      |     |     |
| C                  | 10 | Atsuhiro Miura       |     | 46’ |
| A                  | 19 | Tatsuhiko Kubo       |     | 60’ |
| A                  | 11 | Masashi Nakayama     |     | 74’ |
| Allenatore:        |    |                      |     |     |
| Philippe Troussier |    |                      |     |     |

| P             | 1  | Ulrich Ramé         |     |     |
| D             | 19 | Christian Karembeu  |     |     |
| D             | 18 | Frank Lebœuf        |     |     |
| D             | 8  | Marcel Desailly (c) |     |     |
| D             | 3  | Bixente Lizarazu    | 52’ |     |
| C             | 6  | Youri Djorkaeff     |     | 65’ |
| C             | 4  | Patrick Vieira      |     |     |
| C             | 7  | Robert Pirès        |     |     |
| C             | 11 | Sylvain Wiltord     |     |     |
| A             | 9  | Nicolas Anelka      |     |     |
| A             | 17 | Steve Marlet        |     | 58’ |
| Sostituzioni: |    |                     |     |     |
| A             | 22 | Laurent Robert      |     | 58’ |
| C             | 10 | Éric Carrière       |     | 65’ |
| Allenatore:   |    |                     |     |     |
| Roger Lemerre |    |                     |     |     |